# Imaginifer
Een imaginifer was aanwezig in elk Romeins legioen. Het was een standaarddrager, een signifer (signum, Latijn, letterlijk "teken"), die de beeltenis van de keizer met zich meedroeg. Zij waren erg belangrijk voor een legioen omdat zij de identiteit van dit legioen vormden.
Andere standaarddragers waren de aquilifer (aquila, Latijn, "arend"), degene die de adelaar droeg, en de vexillarius, die de vlag droeg.